# Triglochin gaspensis
Triglochin gaspensis là một loài thực vật có hoa trong họ Juncaginaceae. Loài này được Lieth & D.Löve miêu tả khoa học đầu tiên năm 1961.